# Francisco Javier Zaldúa
Francisco Javier Martínez de Zaldúa y Racines (Bogotá, 3 de diciembre de 1811-Ibidem, 21 de diciembre de 1882) fue un abogado y político colombiano. Fue presidente de Colombia entre el 1 de abril del 1882 al 21 de diciembre de 1882. Fue miembro del Partido Liberal Colombiano.
Durante 15 años fue senador por Cundinamarca, así como docente, lo que le lleva a ser por algún tiempo, rector de la Universidad Nacional de Colombia. Adquirió preponderancia cuando es designado por el presidente, general Julián Trujillo como secretario de Relaciones Exteriores, cargo que ocupó durante 1878.
Luego de una larga carrera política al interior del Partido Liberal, Zaldúa fue elegido Presidente de Colombia para el bienio 1882-1884, pero murió en ejercicio del cargo solo 8 meses después de haberlo asumido, siendo el único presidente de Colombia en morir durante su período.

## Biografía
Francisco Javier Martínez de Zaldúa y Racines nació en Bogotá, en las Provincias Unidas de Nueva Granada, durante la emancipación de Colombia de España. Era hijo de los criollos Manuel María Martínez de Zaldúa y Plaza, y de su esposa María Rita de Racines y Cicero.
Cuando niño, a la edad de 5 años, Francisco presenció la muerte de su padre en el paredón de fusilamiento a manos de los españoles, durante la Reconquista de Colombia, acusado de respaldar a Antonio Nariño y la causa independista, en 1816.
Francisco estudió en el Colegio de San Bartolomé con el respaldo de un sacerdote amigo de la familia, graduándose de bachiller y como abogado y teólogo en 1836, a los 26 años, y por sobresalir académicamente se le nombró vicerrector académico de su institución antes de su graduación.
Durante muchos años sería conocido por su magistral pedagogía en las cátedras de derecho canónico y civil y por su trayectoria en la rama judicial, que lo llevó a ocupar desde el juzgado municipal de La Palma (Cundinamarca) hasta la magistratura en la Corte Suprema de Justicia.
En 1853, Zaldúa fue proponente del proyecto de ley del matrimonio civil en Colombia.

### Trayectoria política
A la par del ejercicio de la abogacía, Zaldúa fue congresista por Bogotá, de 1837 a 1849, siendo apoyado por el naciente Partido Liberal Colombiano. Se retiró del Congreso para ejercer como secretario de Gobierno del presidente liberal José Hilario López, en 1849, pero sólo duró un año en el cargo y regresó al parlamento en 1850.
En 1863 representó a Cundinamarca en la Convención de Rionegro, apoyada por el presidente Tomás Cipriano de Mosquera, que reformó la constitución colombiana vigente, y que se caracterizó por ser abiertamente liberal.
Fue elegido por el presidente Julián Trujillo como Secretario de Relaciones Exteriores de Colombia, o Canciller, estando en el cargo desde el 1 de abril al 17 de septiembre de 1878. Luego fue reemplazado por Pablo Arosemana.

### Candidatura presidencial
Para las elecciones de 1882, el Partido Conservador (que estaba dividido entre los radicales y los ultraconservadores Nuñistas) se adhirió al Partido Liberal, que presentó como candidato al anciano Zaldúa, que tenía 70 años en para ese momento, por toda su experiencia política. Zaldúa fue apoyado abiertamente por el expresidente Rafael Núñez, pese a que eran de partidos distintos.
Se enfrentó al político liberal radical Solón Wilches, que confiaba en su apoyo regional en Santander. Al final de la contienda electoral Zaldúa ganó con amplia ventaja sobre Bucaramanga que sólo obtuvo respaldo de su departamento, contra los 8 delegados de Zaldúa.

## Presidencia (1882)
Javier Zaldúa inició su gobierno el 1 de abril de 1882, tomando el cargo de manos de Rafael Núñez, con la promesa de reunificar completamente al liberalismo y de pactar una paz duradera con el Partido Conservador.

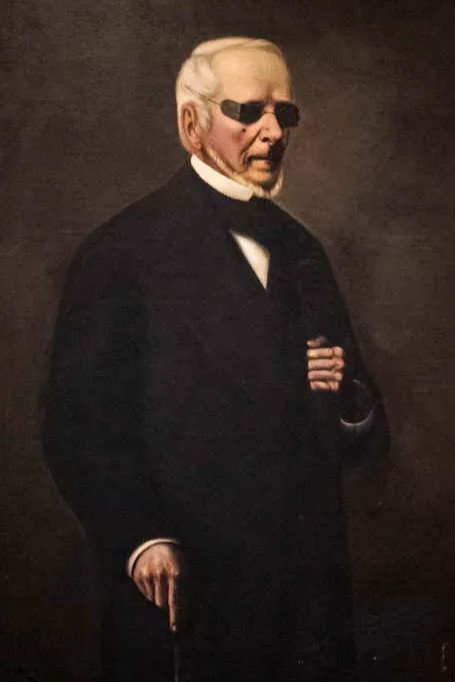
Retrato de Zaldúa

Sin embargo, los delegados Nuñistas, que eran mayoría en el Congreso, le retiraron el apoyo, al darse cuenta de que Zaldúa gobernaría de forma independiente, como lo manifestó en su discurso inaugural, y por su interés de pacificar el país por medio de la unión de los partidos.
Para empezar Núñez se hizo elegir primer designado para poderle hacer oposición directa a Zaldúa; el Congreso también le declaró "la guerra" y vetó todas sus decisiones, logrando que su gobierno no dejara legado a la posteridad. También la prensa de ambos partidos se le opusieron.
Como presidente, Zaldúa enfrentó un conflicto de límites con Venezuela, bajo el gobierno de Antonio Guzmán Blanco, siendo el mismo Zaldúa quien dio instrucción al abogado que representó al país de actuar con decoro, en clara alusión a los deberes de los abogados, como jurista experimentado que era.

## Fallecimiento
Zaldúa, notablemente agotado por la abierta oposición en su contra y víctima de una enfermedad preexistente falleció hacia en la tarde del 21 de diciembre de 1882 en Bogotá, con 71 años cumplidos apenas unos días antes.
Unos autores afirman que su deceso fue ocasionado por un infarto, y otros se lo atribuyeron a la neumonía, porque padecía de bronquitis catarral. Sus restos reposan en el Cementerio Central de Bogotá, donde se encuentran en la actualidad. Durante su entierro, su sucesor José Eusebio Otalora ofreció un discurso en su honor, resaltando su virtudes.

## Vida privada
Zaldúa fue propietario de la hacienda de Tena, ubicada en el municipio topónimo, en Cundinamarca, aunque sus terrenos permanecieron incultos.

### Familia

#### Ascendencia y familiares
Como la inmensa mayoría de los presidentes colombianos, Zaldúa era miembro de la oligarquía colombiana, naciendo en un hogar de criollos influyentes. Su padre era Manuel María Martínez de Zaldúa y Plaza, un importante funcionario de la colonia, según Geni, y su madre, María Rita de Racines y Cicero, siendo Francisco el mayor de dos hijos varones. Su único hermano era Manuel Zaldúa y Rancines.
Su padre era hermano de María Tadea Martínez de Zaldúa, quien estaba casada con el capitán español Pedro Antonio Fernández de la Herrán y Ruiz. María y el capitán Pedro eran los padres del militar criollo Pedro Alcántara Herrán, lo que convierte a Francisco Javier en primo de Herrán. El general Herrán se casó con la hija mayor del general Tomás Cipriano de Mosquera, Amalia Mosquera Arboleda, con quien tuvo al político Tomás Herrán Mosquera, primo segundo de Francisco Javier Zaldúa.

#### Matrimonio
Francisco Javier Zaldúa contrajo matrimonio con Dolores Orbegozo y Mantilla, con quien tuvo a sus tres hijos: Jesús Manuel María Víctor, María Soledad Epifanía y Francisca Zaldúa Orbegozo.